# Wasting My Young Years
Singles de London Grammar
Strong
(2013)
Wasting My Young Years est un single du groupe London Grammar extrait de l'album If You Wait.

## Classements
| Classements (2013-14)                   | Meilleure position |
| --------------------------------------- | ------------------ |
| Belgique (Wallonie Ultratop 50 Singles) | 4                  |
| Belgique (Wallonie Ultratip 50)         | 40                 |
| Écosse (OCC)                            | 34                 |
| France (SNEP)                           | 2                  |
| Royaume-Uni (UK Singles Chart)          | 31                 |
| Suisse (Schweizer Hitparade)            | 11                 |